# Петренко-Заневський Олег Васильович
Петренко-Заневський Олег Васильович (нар. 14 липня 1965, Вінниця)  — український художник та ілюстратор дитячої літератури, член Національної спілки художників України, Заслужений діяч мистецтв України (2017).

## Біографія
Народився у Вінниці в родині художників. З дитинства визначив свій творчий шлях. Навчався в Республіканській художній середній школі ім. Т. Г. Шевченка, яку закінчив у 1983 році. Згодом навчався у Київському державному художньому інституті з 1986 по 1992 рік. Під керівництвом Г. Якутовича закінчив асистентуру-стажування Академії образотворчого мистецтва і архітектури в 1999 році.
Олег Петренко є доцентом кафедри дизайну. Починаючи з 2001 року працює у Національній академії образотворчого мистецтва і архітектури як викладач шрифту, вжиткової графіки та композиції, з 2006 року є керівником навчально-творчої майстерні дизайну книги на кафедрі графічного дизайну.
Протягом творчого життя співпрацював з такими видавництвами України, як: «Веселка», «Дніпро», «Молодь», «Маяк», «Україна», «А-БА-БА-ГА-ЛА-МА-ГА», «Видавництво Старого Лева», «Час майстрів». А також з дитячими журналами: «Барвінок», «Піонерія», «Соняшник». Олег Петренко працював як дизайнер та співдекоратор театральної вистави «Не боюсь сірого вовка» (1994—1995) режисера Андрія Жолдака, яку зіграли такі актори, як Богдан Ступка, Ада Роговцева, Богдан Бенюк.
У 2006 році разом зі своєю дружиною заснував власне видавництво «Сіма видає».
Створив більш ніж 50 ілюстративних серій, серед них:
- «Котилася торба» (1989)
- «Пан Коцький» (1990)
- «Чи можна грошима загатити річку» (1991)
- «Де живе жар-птиця?» (1991)
- «Що сходить без насіння?» (1992)
- «Коза-дереза» (1997)
- «Вінні-Пух» (2001)
- «Чи є в бабуїна бабуся?» (2003)
- «На землях бергамотах» (2004)
- «Історія одного поросятка» (2005)
- «Вуйко Пампулько та пані Будьласка» (2007)
- «Троє поросят» (2007)
- Серія «Пригоди кицюні Сіми» (2007)
- «Казки лірника Сашка» (2011)
- «Той ще песик» (2019)

Наприкінці 2001 року був автором марки Укрпошти «Різдво Христове». Є членом Спілки художників.
У 2019 році Олег Петренко-Заневський розробив перший у світі шрифт для української абетки під назвою Inclusion UKR, що пристосований до потреб читачів з порушенням зору, синдромом дефіциту уваги та гіперактивності, осіб з дислексією. Ініціатором створення шрифту була ГО «Соціальна синергія» за підтримки UNICEF Україна.

## Нагороди
- «100 казок» (2005—2006) — 1-ша премія на «Книзі року-2005»[11]
- «Історія одного поросятка» (2005) — третя премія на «Книзі року-2006»[11]
- Заслужений діяч мистецтв України (2017) — «За вагомий особистий внесок у розвиток національного образотворчого мистецтва і архітектури, багаторічну плідну науково-педагогічну діяльність, високий професіоналізм та з нагоди 100-річчя від дня заснування Національної академії образотворчого мистецтва»[3]